# Ernest Schelling
Ernest Schelling, né dans le New Jersey le 26 juillet 1876 et mort le 8 décembre 1939, est un pianiste et compositeur américain.

## Biographie
Ernest Schelling donne un premier concert, une Sonatine de Clementi et une Etude impromptue de Heller, à l'Académie de musique de Philadelphie en 1881. Séduits par ce talent précoce, ses parents décident de revenir en Europe pour le placer, dès ses sept ans, au Conservatoire de musique et de déclamation à Paris, puis à Stuttgart auprès du professeur Pruckner, avant de le faire entrer au Conservatoire de Berlin, où il étudie à partir de l'âge de neuf ans. Ses professeurs se nomment Percy Goetschius, Hans Huber, Richard Barth, Moritz Moszkowski ou Theodor Leschetizky. Le jeune homme donne de nombreux concerts dans les différentes capitales européennes qui sont autant de succès publics. C'est ainsi qu'il suscite jusqu'à l'admiration d'Ignacy Paderewski. Seul jeune élève du célèbre virtuose, Ernest Schelling suit l'enseignement de ce dernier de 1898 à 1902.
Au tournant du XXe siècle, Ernest Schelling se produit entre l'Europe, l'Amérique du Nord et l'Amérique du Sud, se révélant notamment un excellent interprète de Chopin, avant de s'engager comme pianiste à la cour de la duchesse de Mecklenburg-Schwerin. C'est à cette époque qu'il commence à composer, autant des partitions pour piano que pour orchestre symphonique ou orchestre de chambre. Son œuvre majeure, intitulée A Victory Bell, un poème symphonique pour orchestre inspiré par un poème d'Alfred Noyes, connaît, comme le reste de son travail, un succès certain de son vivant, mais ne parvient pas à passer à la postérité. Pendant la guerre de 1914-1918, le pianiste est recruté comme major attaché de légation des États-Unis à Berne, et son dévouement se voit récompensé par les gouvernements américain, français, polonais et espagnol. En 1924, Ernest Schelling revient aux États-Unis où il devient le premier chef du Young People's Concerts of the New York Philharmonic Symphonic Society. Cet orchestre, composé pour et par des enfants, se donne comme but d'encourager la pratique de la musique instrumentale chez les plus jeunes. Il voue la suite de son existence à ce projet qui ne tarde pas à rencontrer un large succès, de Philadelphie à Los Angeles, puis de Londres à Rotterdam. Si l'essentiel de sa carrière s'est faite aux États-Unis, Ernest Schelling a néanmoins largement contribué à rapprocher les musiciens européens et américains.
Après un premier concert en Suisse romande, à Lausanne le 16 octobre 1889, la vie d'Ernest Schelling reste largement attachée au Canton de Genève. Il fait en effet l'acquisition, en 1910, du château de Garengo, à Céligny près de Nyon. Le château devient alors le lieu de rendez-vous musicaux entre Schelling, Paderewski et d'autres musiciens comme Rudolph Ganz. Marié à deux reprises, dont la deuxième fois quelques semaines avant sa mort, Ernest Schelling meurt d'une embolie cérébrale le 8 décembre 1939 dans son appartement de Manhattan.

## Sources
- « Ernest Schelling », sur la base de données des personnalités vaudoises sur la plateforme « Patrinum » de la Bibliothèque cantonale et universitaire de Lausanne.
- Feuille d'avis de Lausanne, 1885/03/27, p. 6
- Feuille d'avis de Lausanne, 1888/01/11, p. 3
- Feuille d'avis de Lausanne, 1888/10/24, p. 6
- Tribune de Lausanne, 1899/02/17, p. 4
- Feuille d'avis de Lausanne, 1899/10/30, p. 9
- Tribune de Lausanne, 1939/12/09, p. 3.